# Open Your Heart (sång av The Human League)
Open Your Heart är en låt av den brittiska synthpopgruppen The Human League. Den utgavs som singel i september 1981 och nådde 6:e plats på den brittiska singellistan. Det var den tredje singeln som föregick albumet Dare, vilket utgavs några veckor senare. Singeln släpptes som en försmak till albumet och användes samtidigt för att marknadsföra det genom att både singelomslaget och musikvideon medvetet matchades med omslagsdesignen till Dare.
Open Your Heart är skriven av sångaren Philip Oakey och keyboardisten Jo Callis. Den har bakgrundssång av Joanne Catherall och Susanne Sulley, analoga synthesizers av Callis, Ian Burden och Philip Adrian Wright, samt trummaskin och programmering av producenten Martin Rushent. Musiktidningen Smash Hits beskrev den när den kom ut som "Det här är en nummer ett. Den har allt – stark refräng, omedelbarhet och attraktiv inramning".

## Utgåvor
7-singel Virgin Records VS 453
1. Open Your Heart – 3:53
2. Non-Stop – 4:15

12"-singel Virgin Records VS 453-12
1. Open Your Heart – 3:53
2. Non-Stop – 4:20
3. Open Your Heart (Instrumental)
4. Non-Stop (Instrumental)[3]

Open Your Heart komponerad av Oakey / Callis. Non-Stop komponerad av Callis / Wright.